# Black Bullet
Black Bullet (jap. ブラック・ブレット Burakku Buretto) – seria light novel opracowana przez Shidena Kanzakiego i ilustrowana przez Saki Ukai, wydawana nakładem wydawnictwa ASCII Media Works pod imprintem Dengeki Bunko od 10 lipca 2011 do czasu jej zawieszenia w dniu 10 kwietnia 2014, po wydaniu 7 tomów.
Na podstawie powstała adaptacja w formie mangi i telewizyjnego serialu anime.

## Fabuła
Akcja serii rozgrywa się w 2021 roku, wtedy to ludzkość zostaje spustoszona przez epidemię pasożytniczego wirusa Gastrea i jest zmuszona żyć w murach Monolitu, które powstały z Varanium – metalu, który jest w stanie powstrzymać dalszy rozwój epidemii. Wkrótce dzieci, które urodziły się z wirusem Gastrea i uzyskały w rezultacie nadludzkie zdolności, zostają odkryte i nazwane „dziećmi przeklętymi”, które mogłyby być tylko kobietami.
Aby walczyć z wirusem, powstaje Civil Securities, które nawiązuje współpracę z parą Inicjatorów, którzy są przeklętymi dziećmi, oraz Promotorem, służącym do ich prowadzenia. 10 lat po epidemii Rentarō Satomi, licealista, który jest również promotorem w Agencji Bezpieczeństwa Cywilnego Tendō należącej do jego przyjaciółki z dzieciństwa, Kisary Tendō, wraz ze swoją inicjatorką, Enju Aiharą, prowadzi misje, aby zapobiec zniszczeniu obszaru Tokio i świata.

## Light novel
Pierwszy tom ukazał się w sprzedaży 10 lipca 2011, kolejne były zaś wydawane nakładem wydawnictwa ASCII Media Works pod imprintem Dengeki Bunko. Po wydaniu siódmego tomu w dniu 10 kwietnia 2014, nagle dalsza publikacja została zawieszona.
Poza Japonią, light novel ukazywała się w Stanach Zjednoczonych nakładem wydawnictwa Yen Press, natomiast wszystkie tomy wydawane były od 18 sierpnia 2015 do 19 września 2017.
| Nr                                                           | Język japoński       | Język japoński         | Język angielski  | Język angielski        |
| Nr                                                           | Data wydania         | ISBN                   | Data wydania     | ISBN                   |
| ------------------------------------------------------------ | -------------------- | ---------------------- | ---------------- | ---------------------- |
| 1                                                            | 10 lipca 2011        | ISBN 978-4-04-870596-7 | 18 sierpnia 2015 | ISBN 978-0-31-630499-3 |
| TytułKami o mezashita monotachi (jap. 神を目指した者たち)    |                      |                        |                  |                        |
| 2                                                            | 8 października 2011  | ISBN 978-4-04-870820-3 | 15 grudnia 2015  | ISBN 978-0-31-634489-0 |
| TytułVS shinsan kibō no sogekihei (jap. VS神算鬼謀の狙撃兵)  |                      |                        |                  |                        |
| 3                                                            | 10 maja 2012         | ISBN 978-4-04-886477-0 | 19 kwietnia 2016 | ISBN 978-0-31-634490-6 |
| TytułHonō ni yoru sekai no hametsu (jap. 炎による世界の破滅) |                      |                        |                  |                        |
| 4                                                            | 10 sierpnia 2012     | ISBN 978-4-04-886797-9 | 30 sierpnia 2016 | ISBN 978-0-316-34491-3 |
| TytułFukushū suru wa ware ni ari (jap. 復讐するは我にあり)   |                      |                        |                  |                        |
| 5                                                            | 10 lipca 2013        | ISBN 978-4-04-891761-2 | 20 grudnia 2016  | ISBN 978-0-316-34492-0 |
| TytułTōbōhan, Satomi Rentarō (jap. 逃亡犯、里見蓮太郎)       |                      |                        |                  |                        |
| 6                                                            | 10 października 2013 | ISBN 978-4-04-866008-2 | 18 kwietnia 2017 | ISBN 978-0-316-34494-4 |
| TytułRengoku no hōkōsha (jap. 煉獄の彷徨者)                  |                      |                        |                  |                        |
| 7                                                            | 10 kwietnia 2014     | ISBN 978-4-04-866472-1 | 19 września 2017 | ISBN 978-0-316-51064-6 |
| TytułSekai henkaku no jūdan (jap. 世界変革の銃弾)            |                      |                        |                  |                        |

## Manga
W oparciu o light novel, powstała manga, za której ilustracje odpowiadał Morinohon. Kolejne rozdziały publikowane były na łamach czasopisma „Dengeki Maoh” od 27 sierpnia 2012 do 27 czerwca 2014. Wszystkie z nich zostały później skompilowane do 4 tomów, które wydawane były od 27 maja 2013 do 27 czerwca 2014.
Poza Japonią, manga ukazywała się w Stanach Zjednoczonych nakładem wydawnictwa Yen Press, wszystkie tomy wydawane zaś były od 22 września 2015 do 28 czerwca 2016.
| Nr | Język japoński       | Język japoński         | Język angielski  | Język angielski        |
| Nr | Data wydania         | ISBN                   | Data wydania     | ISBN                   |
| -- | -------------------- | ---------------------- | ---------------- | ---------------------- |
| 1  | 27 maja 2013         | ISBN 978-4-04-891196-2 | 22 września 2015 | ISBN 978-0-316-34503-3 |
| 2  | 10 lipca 2013        | ISBN 978-4-04-891805-3 | 15 grudnia 2015  | ISBN 978-0-316-34513-2 |
| 3  | 10 października 2013 | ISBN 978-4-04-891970-8 | 22 marca 2016    | ISBN 978-0-316-34532-3 |
| 4  | 27 czerwca 2014      | ISBN 978-4-04-866665-7 | 28 czerwca 2016  | ISBN 978-0-316-27236-0 |

## Anime
Produkcja adaptacji w formie telewizyjnego serialu anime została zapowiedziana 6 października 2013, przy okazji odbywającego się festiwalu Dengeki Bunko's Autumn Festival 2013. 8 grudnia podano do wiadomości, że premiera będzie miała miejsce w kwietniu 2014, a potem datę tę doprecyzowano na 8 kwietnia, która ogłoszona została 15 marca. Razem wyprodukowano 13 odcinków, których kolejne z nich emitowane były premierowo na antenie AT-X w każdy wtorek o 22.30. Ostatni odcinek wyemitowany został 1 lipca.
Za reżyserię odpowiadał Masayuki Kojima, producentami byli Asuka Yamazaki, Fuminori Yamazaki, Mitsutoshi Ogura i Yasutaka Kurosaki, scenarzystami zaś – Tatsuhiko Urahata, Kurasumi Sunayama i Sayaka Harada. Za produkcję wykonawczą odpowiadały studia Kinema Citrus oraz Orange.

### Muzyka
Muzykę w openingu wykonuje zespół fripSide – nazwa utworu jest taka sama jak nazwa serii (lecz zapisywana jest małą literą, tzw. „black bullet”), natomiast w endingu – Nagi Yanagi, gdzie użyty został utwór „Tokohana” (jap. トコハナ).

### Spis odcinków
| Lp. | Tytuł odcinka                                                                               | Premiera         |
| --- | ------------------------------------------------------------------------------------------- | ---------------- |
| 1   | Saigo no kibō (最後の希望)                                                                  | 8 kwietnia 2014  |
| 2   | Kyōki no kamen (狂気の仮面)                                                                 | 15 kwietnia 2014 |
| 3   | Unmei no kodomotachi (運命の子供たち)                                                       | 22 kwietnia 2014 |
| 4   | Kuro no jūdan (黒の銃弾)                                                                    | 29 kwietnia 2014 |
| 5   | Beni kuro no ansatsusha (紅黒の暗殺者)                                                      | 6 maja 2014      |
| 6   | Tragic Irony Torajikku Aironī (トラジック・アイロニー)                                      | 13 maja 2014     |
| 7   | Seijaku no tsukiyo, yoake no sora (静寂の月夜、夜明けの空)                                  | 20 maja 2014     |
| 8   | Kyōkai sen no sekihi (境界線の石碑)                                                         | 27 maja 2014     |
| 9   | Kekkai no moribito (結界の守人)                                                             | 3 czerwca 2014   |
| 10  | Tōkyō Area bōei sen Tōkyō Eria bōei sen (東京エリア防衛戦)                                  | 10 czerwca 2014  |
| 11  | Taurus no shinzō, hikari no yari Taurusu no shinzō, hikari no yari (タウルスの心臓、光の槍) | 17 czerwca 2014  |
| 12  | Crisis Point Kuraishisu Pointo (クライシス・ポイント)                                       | 24 czerwca 2014  |
| 13  | Kami o mezashita monotachi (神を目指した者たち)                                             | 1 lipca 2014     |

### Blu-ray/DVD
Wszystkie odcinki zostały skompilowane do siedmiu wydań na Blu-ray i DVD. Pierwsze z nich zostało wydane 2 lipca 2014, natomiast ostatnie – 7 stycznia 2015. Następnie, 9 listopada 2016 w sprzedaży ukazało się kompletne wydanie (BOX), w którym znajdują się wszystkie 13 odcinków.

#### Spis tomów
| Tom | Odcinki | Data wydania        | Kod       | Kod       | Źródło |
| Tom | Odcinki | Data wydania        | Blu-ray   | DVD       | Źródło |
| --- | ------- | ------------------- | --------- | --------- | ------ |
| 1   | 1 i 2   | 2 lipca 2014        | GNXA-1661 | GNBA-1871 | [ 33 ] |
| 2   | 3 i 4   | 6 sierpnia 2014     | GNXA-1662 | GNBA-1872 | [ 34 ] |
| 3   | 5 i 6   | 3 września 2014     | GNXA-1663 | GNBA-1873 | [ 35 ] |
| 4   | 7       | 8 października 2014 | GNXA-1664 | GNBA-1874 | [ 36 ] |
| 5   | 8 i 9   | 5 listopada 2014    | GNXA-1665 | GNBA-1875 | [ 37 ] |
| 6   | 10 i 11 | 3 grudnia 2014      | GNXA-1666 | GNBA-1876 | [ 38 ] |
| 7   | 12 i 13 | 7 stycznia 2015     | GNXA-1667 | GNBA-1877 | [ 39 ] |
| BOX | BOX     | 9 listopada 2016    | GNXA-1670 | –         | [ 40 ] |

## Odbiór
Pierwszy odcinek anime był recenzowany przez pięciu redaktorów serwisu Anime News Network:
- Hope Chapman uznał, że można go oglądać w scenach akcji, mimo że jest kolejną leniwą adaptacją light novel. Ponadto uznał kobietę drugoplanową za naganną, wyróżniając portret Enju Aihary jako przynęty otaku;
- Bamboo Dong i Carl Kimlinger pochwalili anime za to, że ma przyzwoity scenariusz i zostawia wystarczająco dużo miejsca na rozwój historii i postaci. Bamboo Dong powiedział, że może być lepszy w późniejszych odcinkach, podczas gdy Carl Kimlinger krytykował anime za to, że jest takie samo, jak każde inne tego samego pokroju;
- Rebecca Silverman powiedziała, że założenie było zaintrygowane efektami wizualnymi, które przyciągają uwagę, ale musi pracować nad tempem i rozwojem historii, aby osiągnąć swój potencjał.
- Theron Martin, uznając schematy opowieści za ogólne i wypełnione pułapkami otaku, był pełen nadziei ze względu na techniczne aspekty, które uzupełniają sceny akcji i poczucie intryg w całym tekście, stwierdzając, że „wygląda na to, że może to być zabawna (choć niekoniecznie oryginalna) akcja, zwłaszcza jeśli rozwiązane zostaną załamania”.

Richard Eisenbeis z portalu Kotaku był negatywnie nastawiony do serii, mówiąc, że ma dobrą koncepcję, ale ugrzązł w amalgamacie gatunków, które nie pasują do siebie. Ponadto stwierdził, że podąża za schematycznym planem wyznaczonym przez inne tytuły i jest wypełnione dziurami w fabule, które wymagają zawieszenia niewiary, stwierdzając, że „Ostatecznie po prostu nie poleciłbym nikomu Black Bullet. To bałagan w anime.
Z kolei Allen Moody, piszący dla THEM Anime Reviews, był krytyczny wobec stereotypowych aspektów haremu w anime, ale pochwalił zarówno Seitenshi, jak i Enju, przypisując jej cechę bycia „łagodną, a jednocześnie silną i zdecydowaną”, a drugą za jej związek z Rentarō – „emocjonalnie głębszy i bardziej złożony niż zauroczenie loliconem”. Redaktor pochwalił także sceny akcji za połączenie grafiki komputerowej i tradycyjnej animacji oraz za „pomysłowo pomyślane” projekty wirusa Gastrea.